# آورو ۵۲۹
آورو ۵۲۹ (به انگلیسی: Avro 529) یک هواپیمای ساختِ کارخانهٔ آورو در کشور بریتانیا است. این هواپیما در ۱ آوریل ۱۹۱۷ میلادی نخستین پرواز خود را انجام داد.